# Vicente del Hoyo
Vicente del Hoyo (Valencia, 15 de febrero de 1996), es un jugador español de rugby que se desempeña como hooker, juega en el C. P. Les Abelles de la División de Honor B de España y es internacional absoluto con la Selección Española, donde acumula 32 caps.

## Biografía
Originario de Valencia, participó en el Trofeo Mundial Junior 2016, donde llegó a la final con su selección. A nivel de clubes juega en el primer equipo del CAU Valencia, que acabó finalista de la segunda división española. Pero en la pretemporada de 2016 abandonó el club para incorporarse al Complutense Cisneros, reciente semifinalista del campeonato de España, para continuar sus estudios en Madrid. 
Se mantuvo en Cisneros por dos temporadas. En la primera juega principalmente como suplente, siendo titular sólo seis veces. En la segunda, se convirtió en titular indiscutible, siendo titular en dieciocho partidos. Considerado uno de los principales prospectos españoles en su posición de hooker, fue reclutado en la pretemporada de 2018 por CR El Salvador. 
A los pocos meses de incorporarse a El Salvador jugó su primer partido con la Selección Nacional, siendo convocado para enfrentar a Samoa.  Marcó su primer ensayo internacional contra Uruguay durante la gira de verano de 2019, logrando al mismo tiempo un doblete. 
A nivel de clubes ganó con CR El Salvador la Supercopa de España de 2018, disputada en los Campos de Pepe Rojo de Valladolid, donde fue suplente. 
En 2021, firmó un contrato con el AS Mâcon Rugby de la Fédérale 1.  Al final, no ingresó en el club y fichó por el US Marmande, que jugaba en la misma división.  Sólo estaría una temporada en Francia, y regresa a España para la temporada 2022-2023 con el Real Ciencias Rugby Club. 
Estaría en Sevilla tres temporadas antes de volver a su tierra natal, Valencia, con el Les Abelles Rugby Club recién descendido a la División de Honor B.